# Bludzee
Bludzee est une bande dessinée française de Lewis Trondheim mettant en scène un petit chat noir éponyme, d'abord éditée en ligne, à raison d'un strip par jour, du 1er août 2009 au 31 juillet 2010, par Ave!Comics.
Le 20 octobre 2010, Delcourt publie une édition papier, dans la collection Shampooing.

## Trame
Bludzee est un chaton noir aux yeux bleus qui vit dans un appartement rempli de pots de fleurs, de cactus et autres plantes. L'appartement se trouve au 107e étage d'un immeuble, l'Imperial Building, dans une grande ville. Son maître étant absent, Bludzee s'occupe avec des activités de chat, ainsi qu'en conversant en ligne (chat !) avec un certain Doodaï, qui l'aide à se localiser. Il va très vite cependant recevoir quelques déplaisantes visites de la police puis d'un gros chien bleu, avant d'être entraîné dans une longue aventure...

## Distribution

### En ligne
Disponible depuis un ordinateur, via un navigateur Web équipé d'un lecteur Flash, ou depuis des appareils mobiles comme l'iPhone, Bludzee est édité par Ave!Comics, spécialisé dans la bande dessinée numérique. Le mois d'août 2009 est disponible gratuitement, les autres mois étant vendus à 0,79 € chacun. L'année complète peut également être achetée en une seule fois pour 7,49 €.

### En livre
L'édition papier de Bludzee est édité par Delcourt dans la collection Shampooing.